# Liste der Biografien/Bruk
Liste der Biografien |
Portal Biografien |
Personensuche
# |
A |
B |
C |
D |
E |
F |
G |
H |
I |
J |
K |
L |
M |
N |
O |
P |
Q |
R |
S |
T |
U |
V |
W |
X |
Y |
Z |
?
 
Ba |
Be |
Bd |
Bg |
Bh |
Bi |
Bj |
Bl |
Bm |
Bn |
Bo |
Br |
Bs |
Bu |
Bw |
By |
Bz
 
Bra |
Brc |
Brd |
Bre |
Brg |
Bri |
Brj |
Brk |
Brl |
Brn |
Bro |
Brp–Brt |
Bru |
Brv |
Bry |
Brz
 
Brua |
Brub |
Bruc |
Brud |
Brue |
Bruf |
Brug |
Bruh |
Brui |
Bruj |
Bruk |
Brul |
Brum |
Brun |
Brup |
Brur |
Brus |
Brut |
Bruu |
Bruv |
Bruw |
Brux |
Bruy |
Bruz
Die Liste der Biografien führt alle Personen auf, die in der deutschsprachigen Wikipedia einen Artikel haben. Dieses ist eine Teilliste mit 15 Einträgen von Personen, deren Namen mit den Buchstaben „Bruk“ beginnt.

## Bruk
- Bruk, Franz (1923–1996), deutscher SED-Funktionär
- Bruk, Fridrich (* 1937), ukrainischer Komponist
- Bruk, Isaak Semjonowitsch (1902–1974), sowjetischer Computeringenieur
- Bruk, Toni (1947–2020), sorbischer Filmemacher

### Bruka
- Brukalska-Sokołowska, Barbara (1899–1980), polnische Architektin
- Brukalski, Stanisław (1894–1967), polnischer Architekt
- Brukas, Algirdas Antanas (* 1936), litauischer Forstwissenschaftler, Förster und Politiker

### Bruke
- Brukenthal, Bertha von (1846–1908), österreichische Komponistin
- Brukenthal, Michael von (1716–1773), siebenbürgischer Politiker, Königlicher Notar, Stuhl- und Königsrichter, Oberkapitän des Fogarascher Distrikts
- Brukenthal, Samuel von (1721–1803), Gouverneur von SiebenbürgenSamuel von Brukenthal (1721–1803)

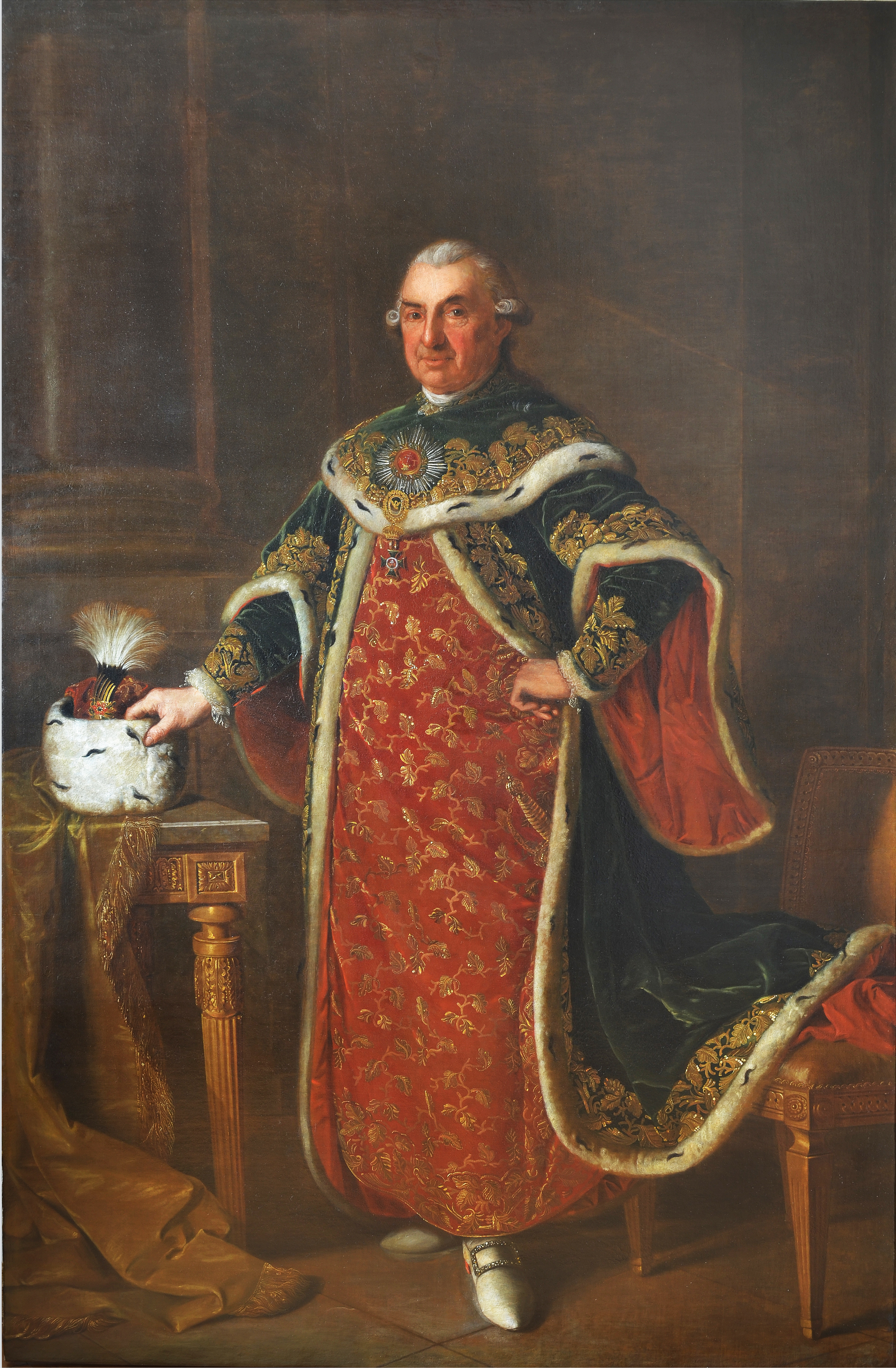
Samuel von Brukenthal (1721–1803)

- Bruker, Max Otto (1909–2001), deutscher Arzt

### Brukn
- Brukner, Časlav (* 1967), serbisch-österreichischer Quantenphysiker und Universitätsprofessor
- Brukner, Fritz (1881–1944), österreichischer Literaturwissenschaftler, Theaterwissenschaftler und Nestroy-Forscher
- Brukner, Josef (1932–2015), tschechischer Schriftsteller, Übersetzer und Filmszenarist
- Brukner, Yechiel, israelisch-schweizerischer Rabbiner in Deutschland